# Muro de Roda
Muro de Roda
és un poble deshabitat del municipi de La Fova de Terrantona, situat a la comarca del Sobrarb d'Aragó (recorregut pel sender històric GR 1). El poble està totalment emmurallat i està situat a 1021 metres sobre el nivell de la mar.
La muralla es va construir per albergar en cas d'atac els habitants de la vall i el bestiar. El recinte té unes dimensions de 170 per 50 metres. Va ser declarat Bé d'Interès Cultural -figura jurídica de protecció del patrimoni històric espanyol- l'any 1979.
Des que el rei Sancho III va conquerir el Sobrarb als musulmans (segle xi), Muro de Roda va constituir una peça clau dins el sistema defensiu del regne. A aquella època el seu nom va ser Muro Mayor.
Xaro, situat a l'esquerra del Cinca, formava part de l'antic municipi de Muro de Roda. L'any 2009 tenia 35 habitants.

## Església de Santa Maria i pintures

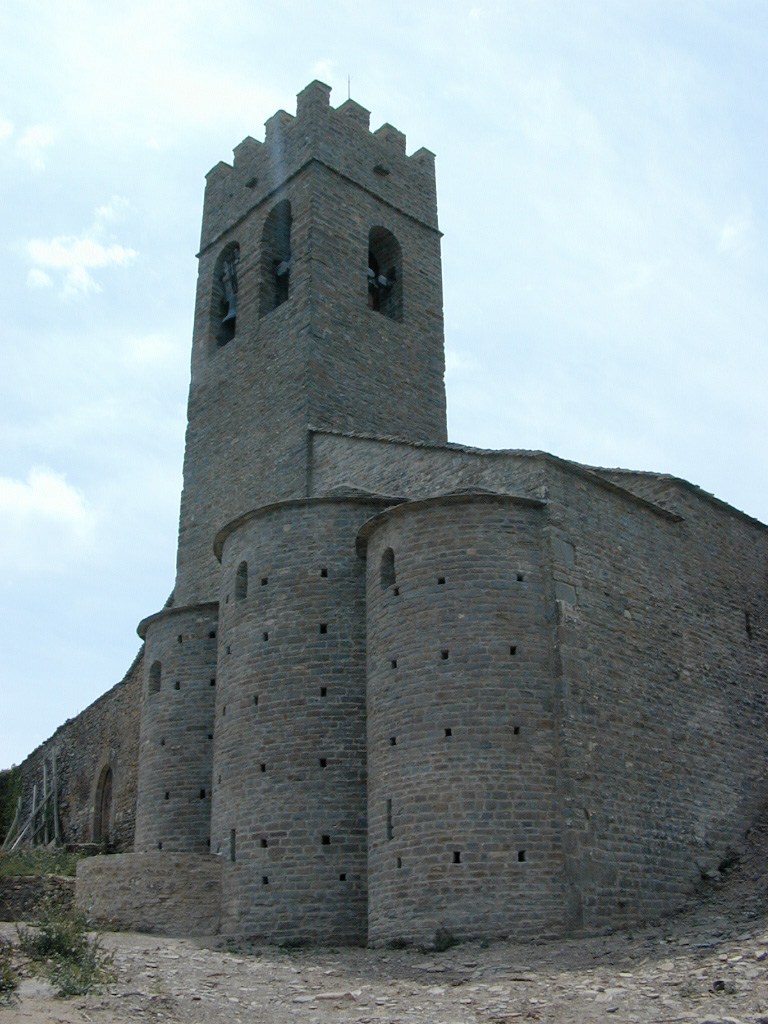
La construcció de l'església té com a model la Catedral de Roda d'Isàvena
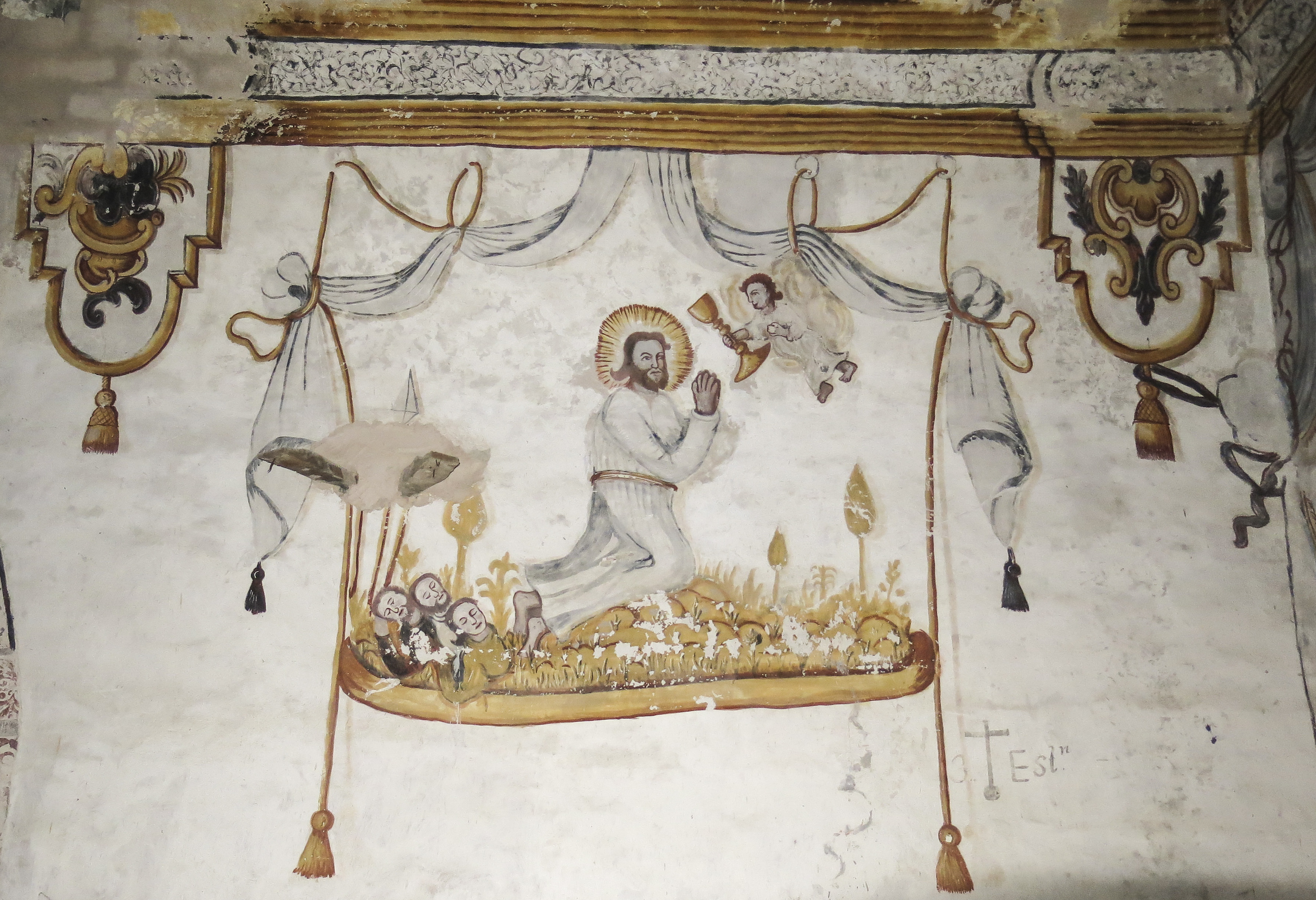
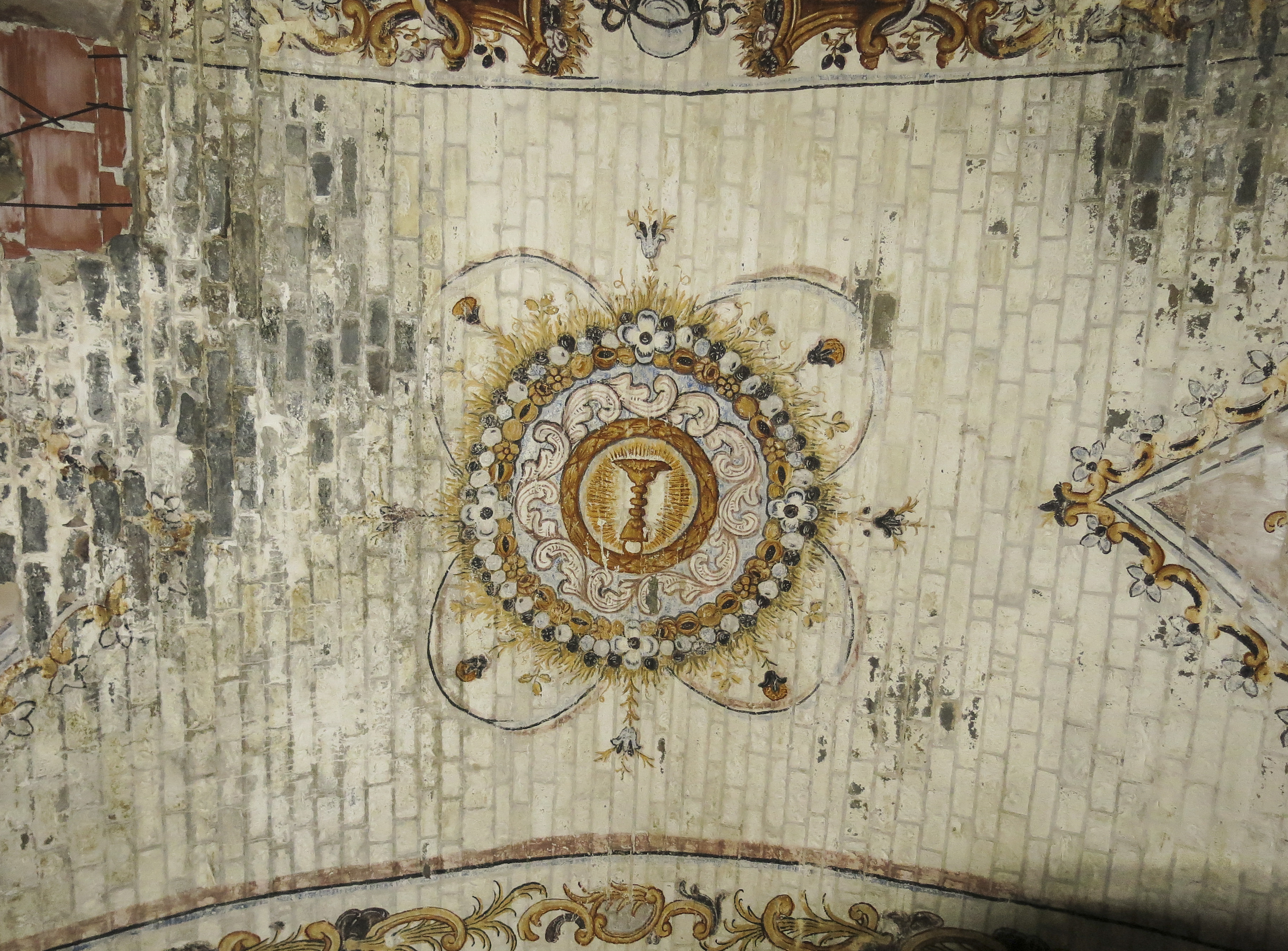
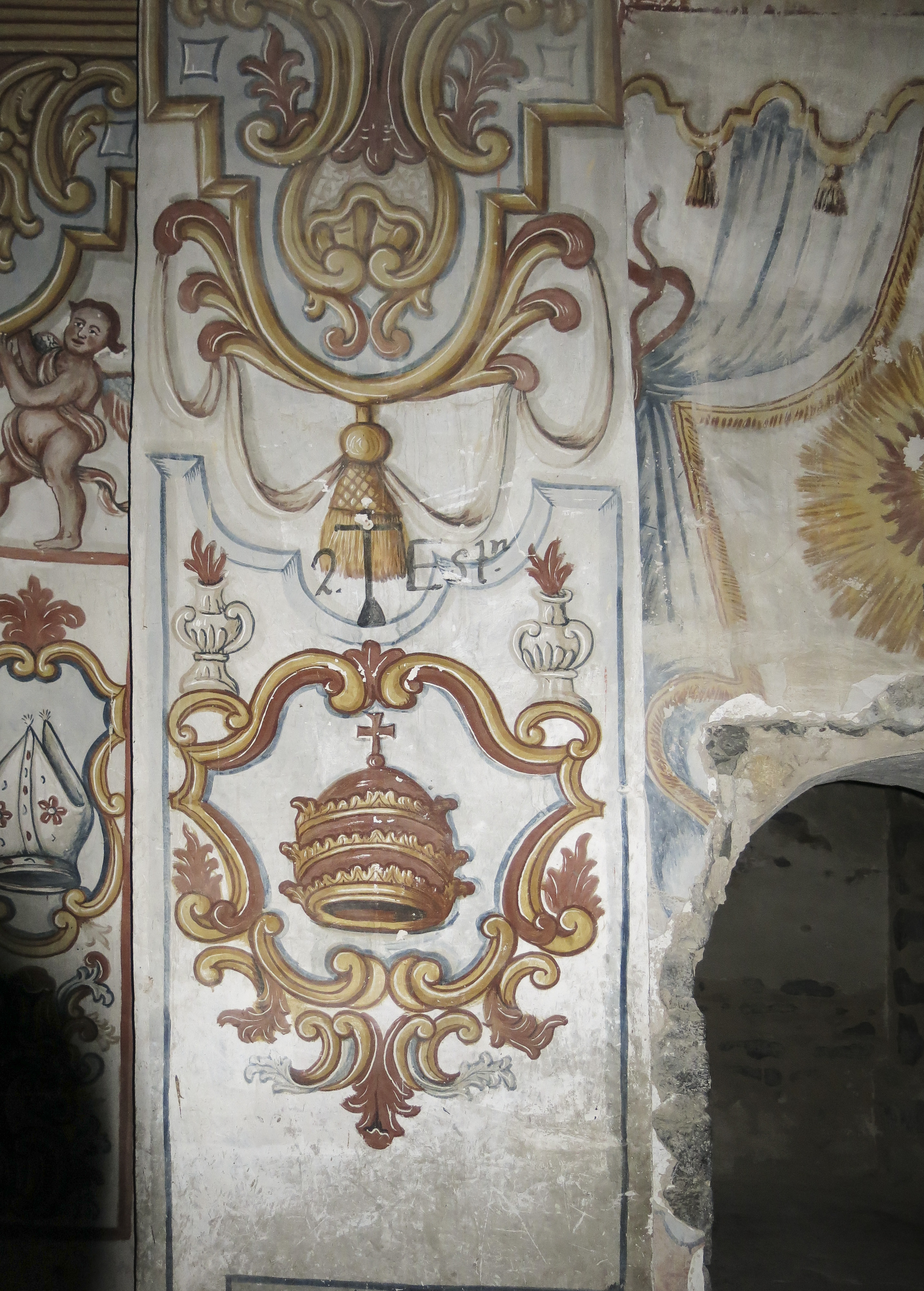
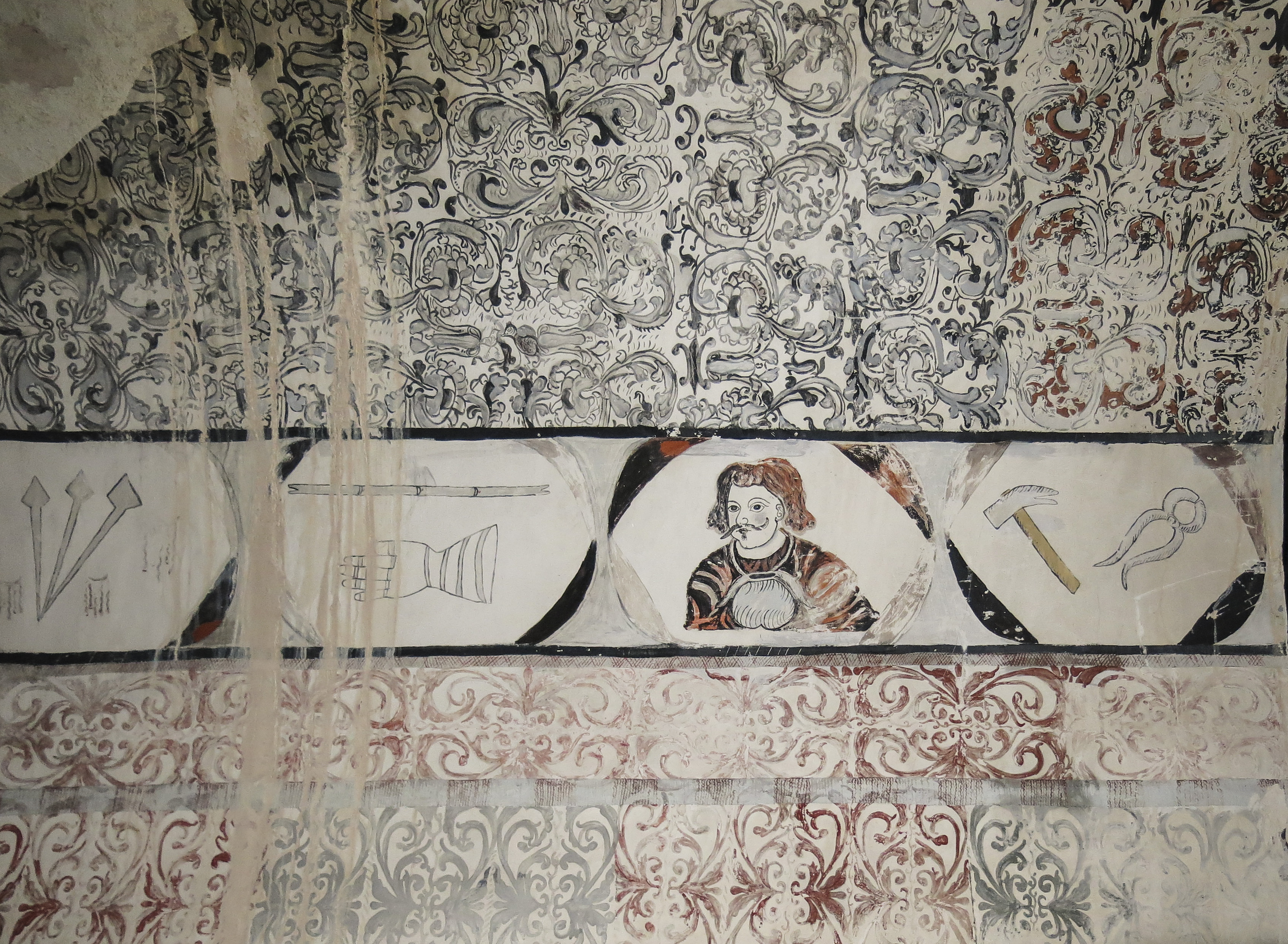